# Emblyna hentzi
Emblyna hentzi är en spindelart som först beskrevs av Benjamin J. Kaston 1945.  Emblyna hentzi ingår i släktet Emblyna och familjen kardarspindlar. Inga underarter finns listade i Catalogue of Life.